# Arsienij Tiszkow
Arsienij Wasiljewicz Tiszkow (ros. Арсений Васильевич Тишков, ur. 23 sierpnia 1909 w Penzie, zm. 19 września 1979 w Moskwie) – generał major, oficer radzieckiego wywiadu zagranicznego, m.in. zastępca Aleksandra Paniuszkina, szefa Pierwszego Zarządu Głównego Komitetu Bezpieczeństwa Państwowego w 1954. 

## Życiorys
Pracę w radzieckich służbach specjalnych zaczął pod koniec 1935 roku, wstępując do Ludowego Komisariatu Spraw Wewnętrznych – NKWD. Po reorganizacji NKWD, w lutym 1941 roku, został przeniesiony do nowo utworzonego Ludowego Komisariatu Bezpieczeństwa Państwowego. Do 1946 roku jeszcze dwukrotnie był przenoszony z Ludowego Komisariatu Bezpieczeństwa Państwowego do NKWD, aż osiadł w nowo utworzonym Ministerstwie Bezpieczeństwa Państwowego – MGB. W międzyczasie w 1945]roku piastował chwilowo stanowisko zastępcy szefa radzieckiej Misji Wojskowej w Belgradzie. W październiku 1946 roku, już jako pracownik MGB, został rezydentem wywiadu zagranicznego MGB w Budapeszcie, od 28 czerwca do 20 listopada 1949 oficjalnie był ambasadorem nadzwyczajnym i pełnomocnym ZSRR na Węgrzech. Od września 1950 roku zastępca szefa 4 Zarządu Komitetu Informacji (ds. wywiadu nielegalnego). Następnie od listopada 1951 roku szef Zarządu Wywiadu Nielegalnego I Zarządu Głównego MGB. Po likwidacji MGB i przejęciu dotychczasowych obowiązków tej instytucji przez Ministerstwo Spraw Wewnętrznych ZSRR, co nastąpiło zaraz po śmierci Józefa Stalina w 1953 roku, Tiszkow został szefem Zarządu Wywiadu Nielegalnego II Zarządu Głównego MVD, oraz jednocześnie od 16 lutego do 22 maja 1953 roku sprawował funkcję zastępcy Jewgienija Pitowranowa, ówczesnego przedstawiciela Ministerstwa Spraw Wewnętrznych w Niemieckiej Republice Demokratycznej. W 1954 roku, po utworzeniu Komitetu Bezpieczeństwa Państwowego (KGB), został zastępcą Aleksandra Paniuszkina, szefa I Zarządu Głównego KGB, w tym samym roku został także zastępcą komendanta Szkoły nr 101 I Zarządu Głównego KGB. W 1960 roku został komendantem Szkoły nr 101 I Zarządu Głównego KGB.
Od 1967 roku na emeryturze, zmarł 19 września 1979.

## Odznaczenia
- Order Czerwonego Sztandaru (24 sierpnia 1944)
- Order Czerwonej Gwiazdy (dwukrotnie –  20 września 1943 i 24 listopada 1950)
- Order „Znak Honoru” (15 września 1961)
- Odznaka "Zasłużony Funkcjonariusz NKWD" (27 kwietnia 1940)
- Order Partyzanckiej Gwiazdy (Jugosławia)

I 12 medali.